# María Ángela Holguín
María Ángela Holguín Cuéllar (ur. 13 listopada 1963 w Bogocie) – kolumbijska polityk, dyplomatka i urzędniczka państwowa, od sierpnia 2010 minister spraw zagranicznych Kolumbii.

## Życiorys
Pochodzi z rodziny o bogatych tradycjach politycznych, do jej dalekich przodków należeli prezydenci Carlos Holguín Mallarino i Jorge Holguín. Jest absolwentką romanistyki na Université de Paris X oraz politologii na Universidad de los Andes w Bogocie. Na tej ostatniej uczelni odbyła również studia podyplomowe w zakresie administracji publicznej.
W latach 1994–1998 była wiceministrem spraw zagranicznych w rządzie prezydenta Ernesto Sampera. W 1995 kierowała organizacją szczytu Ruchu Państw Niezaangażowanych w Cartagena de Indias. W 2002−2004 była ambasadorem Kolumbii w Wenezueli, zaś od 2004 do 2005 zajmowała stanowisko stałego przedstawiciela Kolumbii przy Organizacji Narodów Zjednoczonych w Nowym Jorku. Później ponownie pracowała w Caracas, tym razem jako reprezentantka Kolumbii przy regionalnej organizacji finansowej Corporación Andina de Fomento.
W sierpniu 2010 została członkinią gabinetu prezydenta Juana Manuela Santosa jako minister spraw zagranicznych. Wcześniej była jego kluczową doradczynią do spraw polityki zagranicznej w czasie kampanii wyborczej.